# Dunsink Observatory

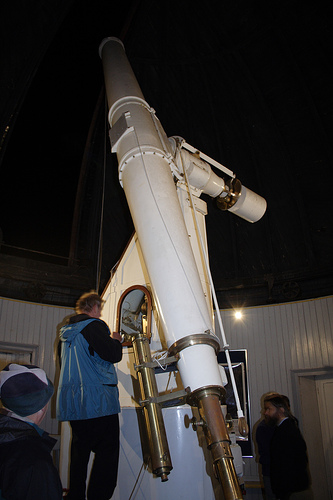
12-calowy teleskop Grubba

Dunsink Observatory (irl. Réadlann Dhún Sinche) – obserwatorium astronomiczne założone w 1785 roku w Dunsink (obecnie na terenie Castleknock – obrzeżnej dzielnicy stolicy Irlandii, Dublina). Znajduje się w najwyżej położonym miejscu w odległości około 8 km na północny zachód od centrum Dublina. Dunsink Observatory było pierwszym budynkiem w Irlandii zbudowanym wyłącznie do celów badań naukowych.
Zgodnie z nomenklaturą Międzynarodowej Unii Astronomicznej Dunsink Observatory otrzymało kod 982.

## Historia
W 1774 rektor (Provost) Trinity College w Dublinie, Francis Andrews, przekazał 3000 funtów w celu ustanowienia stanowiska profesora astronomii Andrews (Andrews’ Professor of Astronomy) oraz utworzenia obserwatorium w Dunsink w pobliżu Dublina. W tamtych czasach Dunsink znajdowało się z dala od hałasu i świateł miasta. Obserwatorium powstało w latach 1783–1785 i należało do Trinity College. W latach 1792–1921 urzędujący tu profesor astronomii Andrews nosił także tytuł Królewskiego Astronoma Irlandii zgodnie ze statutem nadanym przez króla Jerzego III. W 1921 stanowisko profesora astronomii Andrews zostało zlikwidowane, lecz od 1984 przyznaje się je jako tytuł honorowy. W 1947 państwo irlandzkie odkupiło obserwatorium od Trinity Colledge i przekazało je nowo utworzonej Szkole Fizyki Kosmicznej (School of Cosmic Physics) należącej do Dublińskiego Instytutu Badań Zaawansowanych (Dublin Institute for Advanced Studies).
Dunsink Observatory jest usytuowane w miejscu niezbyt korzystnym do prowadzenia obserwacji astronomicznych, toteż jego reputacja wzięła się niemal wyłącznie z prowadzonych tu prac teoretycznych i matematycznych, a nie z dokonanych metodą obserwacyjną odkryć.
Najbardziej znanym rezydentem Dunsink Observatory był William Rowan Hamilton, który otrzymał profesurę Andrews w wieku zaledwie 21 lat i spędził w Dunsink całą swoją karierę naukową. Na pamiątkę odkrycia przez niego kwaternionów 16 października 1843 w drodze z Dublina do Dunsink, co roku odbywają się marsze z Dunsink do mostu Broom Bridge.
Obecnie największym teleskopem obserwatorium jest zamontowany w 1868 Teleskop Southa, nazwany na cześć astronoma Jamesa Southa, który podarował soczewki dla tego teleskopu. Jest to teleskop soczewkowy o średnicy 11¾ cala i montażu równikowym, zbudowany przez Thomasa Grubba. Znajduje się on w osobnej kopule na wschód od głównego budynku obserwatorium.
W latach 1880–1916 na podstawie obserwacji przeprowadzanych w Dunsink Observatory ustalano standardowy czas dla Irlandii, był to tzw. Dublin Mean Time.
Badania naukowe prowadzono tu do 2005, kiedy to obserwatorium przekształcono w muzeum.

## Współczesność
Obserwatorium jest obecnie wykorzystywane głównie do celów publicznych, odbywają się tu warsztaty i konferencje, jest to również miejsce zakwaterowania gości Dublin Institute for Advanced Studies. Pomieszczenia obserwatorium są także wynajmowane podmiotom zewnętrznym na różnego rodzaju spotkania, szkolenia czy wyjazdy integracyjne. W miesiącach zimowych (od października do marca) w pierwszą i trzecią środę miesiąca organizowane są darmowe „otwarte noce” dla publiczności. Można wtedy oglądać ciała niebieskie za pomocą zabytkowego teleskopu Grubba, uczestniczyć w prezentacjach audiowizualnych oraz posłuchać wykładów na różne tematy z dziedziny astronomii. Od czasu do czasu organizowane są też wieczory edukacyjne dla rodziców i dzieci, chcących się dowiedzieć więcej o astronomii i kosmosie.